# Обец (Огайо)
Обец (англ. Obetz) — селище (англ. village) в США, в окрузі Франклін штату Огайо. Населення — 5489 осіб (2020).

## Географія
Обец розташований за координатами 39°51′53″ пн. ш. 82°56′40″ зх. д. / 39.86472° пн. ш. 82.94444° зх. д. (39.864596, -82.944560).  За даними Бюро перепису населення США в 2010 році селище мало площу 15,35 км², з яких 14,98 км² — суходіл та 0,37 км² — водойми.

## Демографія
Згідно з переписом 2010 року, у селищі мешкали 4532 особи в 1667 домогосподарствах у складі 1214 родин. Густота населення становила 295 осіб/км².  Було 1807 помешкань (118/км²).
Расовий склад населення:
| - 85,8 % — білих - 7,7 % — чорних або афроамериканців - 2,1 % — азіатів - 0,5 % — корінних американців - 1,6 % — осіб інших рас |

До двох чи більше рас належало 2,4 %. Частка іспаномовних становила 2,8 % від усіх жителів.
За віковим діапазоном населення розподілялося таким чином: 27,6 % — особи молодші 18 років, 62,4 % — особи у віці 18—64 років, 10,0 % — особи у віці 65 років та старші. Медіана віку мешканця становила 35,9 року. На 100 осіб жіночої статі у селищі припадало 96,0 чоловіків;  на 100 жінок у віці від 18 років та старших — 93,7 чоловіків також старших 18 років.
Середній дохід на одне домашнє господарство  становив 54 197 доларів США (медіана — 46 042), а середній дохід на одну сім'ю — 48 457 доларів (медіана — 44 583). Медіана доходів становила 41 779 доларів для чоловіків та 40 270 доларів для жінок. За межею бідності перебувало 17,5 % осіб, у тому числі 26,4 % дітей у віці до 18 років та 10,1 % осіб у віці 65 років та старших.
Цивільне працевлаштоване населення становило 2085 осіб. Основні галузі зайнятості: освіта, охорона здоров'я та соціальна допомога — 21,7 %, роздрібна торгівля — 14,2 %, виробництво — 12,7 %.